# Korać-Cup 1987/88
Die Saison 1987/88 war die 17. Spielzeit des Korać-Cup, der von der FIBA Europa ausgetragen wurde.
Den Titel gewann Real Madrid aus Spanien.

## Modus
Es nahmen 32 Mannschaften aus 13 Nationen teil. Nach der Qualifikationsrunde spielten 32 Teams eine Ausscheidungsrunde. Die Gewinner dieser Spiele qualifizierten sich für die Gruppenphase, die aus vier Gruppen mit je vier Teams bestand. Der Erstplatzierte jeder Gruppe erreichte das Halbfinale, gefolgt vom Finale.
Die Sieger der Spielpaarungen in der Qualifikationsrunde, der 1. Runde und im Halbfinale sowie des Finals wurden in Hin- und Rückspiel ermittelt.

## 1. Runde (Qualifikation)
|                              | Gesamt  |                       | Hinspiel | Rückspiel |
| ---------------------------- | ------- | --------------------- | -------- | --------- |
| Pallacanestro Varese         | 229:150 | T71 Dudelange         | 115:61   | 114:89    |
| RAS Maccabi Brüssel          | 188:191 | Racing Club Paris     | 90:102   | 98:89     |
| Inter Slovnaft Bratislava    | 271:112 | Olympia Nikosia       | 153:58   | 118:54    |
| Akademik Warna               | 145:156 | Beşiktaş JK Istanbul  | 86:75    | 59:81     |
| Achilléas Kaïmaklíou Nikosia | 90:217  | Maccabi Haifa         | 49:96    | 41:121    |
| BBC Nyon                     | 158:163 | Boigelot Charleroi    | 69:93    | 89:70     |
| DTV Charlottenburg Berlin    | 218:159 | Vevey Basket          | 104:60   | 114:99    |
| Olympique d’Antibes          | 194:152 | SMB Lausanne          | 103:77   | 91:75     |
| Castors Braine               | 209:155 | Illiabum Club Ìlhavo  | 112:76   | 97:79     |
| UBC Mattersburg              | 163:225 | BK Nová Huť Ostrava   | 88:100   | 75:125    |
| Iraklis Thessaloniki         | 181:148 | BK Spartak Plewen     | 101:65   | 80:83     |
| Hapoel Haifa                 | 159:138 | Panathinaikos Athen   | 77:69    | 62:69     |
| Elitzur Netanja BC           | 193:163 | KK Šibenka Šibenik    | 91:76    | 102:87    |
| MTV Gießen                   | 181:217 | AS Monaco             | 87:101   | 94:116    |
| Manchester United BC         | 145:142 | Panionios Athen       | 77:66    | 68:76     |
| Budapest Honvéd              | 142:205 | KK Jugoplastika Split | 78:102   | 64:103    |
| KTP Kotka                    | 181:176 | 1. FC Bamberg         | 109:79   | 72:97     |

## Teilnehmer
| Teilnehmer       | Teilnehmer | Teilnehmer                | Teilnehmer            | Teilnehmer                | Teilnehmer           |
| Land             | Anzahl     | Mannschaften              | Mannschaften          | Mannschaften              | Mannschaften         |
| ---------------- | ---------- | ------------------------- | --------------------- | ------------------------- | -------------------- |
| Frankreich       | 4          | Olympique d’Antibes       | AS Monaco             | ASVEL Basket Lyon         | Racing Club Paris    |
| Israel           | 4          | Hapoel Haifa              | Maccabi Haifa         | Elitzur Netanja BC        | Hapoel Tel Aviv      |
| Italien          | 4          | Dietor Virtus Bologna     | Pallacanestro Cantù   | Snaidero Juventus Caserta | Pallacanestro Varese |
| Spanien          | 4          | CB Estudiantes Madrid     | Real Madrid           | TDK Manresa EB            | CB CAI Saragossa     |
| Belgien          | 3          | Castors Braine            | Boigelot Charleroi    | BC Ostende                |                      |
| Jugoslawien      | 3          | KK Roter Stern Belgrad    | KK Jugoplastika Split | KK Cibona Zagreb          |                      |
| Türkei           | 3          | Makarna SK Gaziantep      | Beşiktaş JK Istanbul  | Efes Pilsen Istanbul      |                      |
| Griechenland     | 2          | Iraklis Thessaloniki      | PAOK Thessaloniki     |                           |                      |
| Tschechoslowakei | 2          | Inter Slovnaft Bratislava | BK Nová Hut Ostrava   |                           |                      |
| BR Deutschland   | 1          | DTV Charlottenburg Berlin |                       |                           |                      |
| England          | 1          | Manchester United BC      |                       |                           |                      |
| Finnland         | 1          | KTP Kotka                 |                       |                           |                      |

## 2. Runde
|                           | Gesamt  |                           | Hinspiel | Rückspiel   |
| ------------------------- | ------- | ------------------------- | -------- | ----------- |
| Pallacanestro Varese      | 181:194 | Racing Club Paris         | 98:98    | 83:96       |
| Inter Slovnaft Bratislava | 163:210 | Hapoel Tel Aviv           | 86:111   | 77:99       |
| Roter Stern Belgrad       | 218:155 | Beşiktaş JK Istanbul      | 104:80   | 114:75      |
| Maccabi Haifa             | 178:182 | ASVEL Basket Lyon         | 103:89   | 75:93       |
| Real Madrid               | 182:135 | Boigelot Charleroi        | 98:74    | 84:61       |
| DTV Charlottenburg Berlin | 153:163 | CB CAI Saragossa          | 88:64    | 65:99       |
| Olympique d’Antibes       | 189:209 | PAOK Thessaloniki         | 82:98    | 107:111     |
| Pallacanestro Cantú       | 194:186 | Castors Braine            | 117:93   | 77:93       |
| BK Nová Hut Ostrava       | 144:199 | Dietor Virtus Bologna     | 63:89    | 81:110      |
| Iraklis Thessaloniki      | 167:199 | CB Estudiantes Madrid     | 100:98   | 67:101      |
| Hapoel Haifa              | 167:189 | Snaidero Juventus Caserta | 91:103   | 76:86       |
| Elitzur Netanja BC        | 149:135 | BC Ostende                | 77:66    | 72:69       |
| Efes Pilsen Istanbul      | 123:126 | AS Monaco                 | 69:67    | 54:59       |
| Manchester United BC      | 181:177 | TDK Manresa EB            | 94:80    | 84:97 n. V. |
| KK Jugoplastika Split     | 214:156 | Makarna SK Gaziantep      | 114:73   | 110:83      |
| KK Cibona Zagreb          | 265:211 | KTP Kotka                 | 138:110  | 127:101     |

## Gruppenphase

### Gruppe A
| Team                     | Sp | S | N | P+  | P-  |
| ------------------------ | -- | - | - | --- | --- |
| 1. Real Madrid           | 6  | 5 | 1 | 527 | 474 |
| 2. Dietor Virtus Bologna | 6  | 4 | 2 | 515 | 492 |
| 3. Elitzur Netanja BC    | 6  | 2 | 4 | 511 | 517 |
| 4. AS Monaco             | 6  | 1 | 5 | 502 | 572 |

### Gruppe B
| Team                         | Sp | S | N | P+  | P-  |
| ---------------------------- | -- | - | - | --- | --- |
| 1. KK Cibona Zagreb          | 6  | 6 | 0 | 595 | 524 |
| 2. Racing Club Paris         | 6  | 3 | 3 | 528 | 533 |
| 3. Manchester United BC      | 6  | 2 | 4 | 581 | 623 |
| 4. Snaidero Juventus Caserta | 6  | 1 | 5 | 614 | 638 |

### Gruppe C
| Team                      | Sp | S | N | P+  | P-  |
| ------------------------- | -- | - | - | --- | --- |
| 1. KK Roter Stern Belgrad | 6  | 5 | 1 | 582 | 517 |
| 2. ASVEL Basket Lyon      | 6  | 4 | 2 | 548 | 508 |
| 3. CB Estudiantes Madrid  | 6  | 2 | 4 | 483 | 567 |
| 4. PAOK Thessaloniki      | 6  | 1 | 5 | 524 | 545 |

### Gruppe D
| Team                     | Sp | S | N | P+  | P-  |
| ------------------------ | -- | - | - | --- | --- |
| 1. Hapoel Tel Aviv       | 6  | 4 | 2 | 521 | 506 |
| 2. Pallacanestro Cantú   | 6  | 3 | 3 | 528 | 521 |
| 3. KK Jugoplastika Split | 6  | 3 | 3 | 473 | 501 |
| 4. CB CAI Saragossa      | 6  | 2 | 4 | 530 | 524 |

## Halbfinale
|                        | Gesamt  |                  | Hinspiel | Rückspiel |
| ---------------------- | ------- | ---------------- | -------- | --------- |
| KK Roter Stern Belgrad | 154:170 | Real Madrid      | 82:89    | 72:81     |
| Hapoel Tel Aviv        | 182:204 | KK Cibona Zagreb | 93:103   | 89:101    |

## Finale
|             | Gesamt  |                  | Hinspiel | Rückspiel |
| ----------- | ------- | ---------------- | -------- | --------- |
| Real Madrid | 195:183 | KK Cibona Zagreb | 102:89   | 93:94     |

- Final-Topscorer:  Dražen Petrović (KK Cibona Zagreb): 68 Punkte